# Lucjan Brychczy
Lucjan Brychczy, né le 13 juin 1934 à Nowy Bytom (aujourd’hui un arrondissement de la ville de Ruda Śląska) et mort le 2 décembre 2024 à Varsovie, est un footballeur et entraîneur polonais. 
Il est attaquant, et effectue la majorité de sa carrière au Legia Varsovie. Il est d'ailleurs le meilleur buteur de l'histoire du club, avec 182 réalisations, qui le placent également en deuxième position du classement des meilleurs buteurs de l'histoire du championnat, derrière Ernst Pohl.

## Carrière

### De joueur

#### En club
Lucjan Brychczy, après deux passages au Pogoń Nowy Bytom et au ŁTS Łabędy Gliwice, arrive en 1953 au Piast Gliwice. Une saison plus tard, il arrive au Legia Varsovie, dont il fera le bonheur durant 19 années. Il remportera les quatre premiers titres de champions nationaux du Legia, ainsi que les deux premiers doublés coupe-championnat de l'histoire du club. En 1970, Brychczy atteint avec ses coéquipiers les demi-finales de la Ligue des champions, éliminant notamment Saint-Étienne et Galatasaray, avant de s'incliner face au Feyenoord Rotterdam (0-2), futur vainqueur de l'épreuve.
Durant cette période de gloire, il est dit que le Real Madrid et le Milan AC auraient essayé de l'avoir dans leurs rangs, mais que les restrictions communistes l'auraient empêché de quitter le pays.

#### En sélection
Lucjan Brychczy a débuté sous les couleurs polonaises le 8 août 1954 face à la Bulgarie (2-2). Ce match fut particulier pour lui, puisque disputé à domicile, à Varsovie. Presque un an plus tard, il inscrit son premier but face à cette même équipe (1-1). Il a disputé l'ensemble des matches des Jeux olympiques de 1960, où la Pologne a terminé troisième de son groupe, derrière le Danemark et l'Argentine.

#### Palmarès

##### Collectif
- Championnat de Pologne : 
  - Vainqueur : 1955, 1956, 1969, 1970
  - Vice-Champion : 1960, 1968, 1971
- Coupe de Pologne :
  - Vainqueur : 1955, 1956, 1964, 1966
  - Finaliste : 1952, 1969, 1972
- Ligue des champions : 
  - 1/2 finale : 1970

##### Individuel
- Meilleur buteur de Pologne : 1957 (19), 1964 (18), 1965 (18)

### D'entraîneur
Toujours fidèle au Legia Varsovie, il a commencé sa carrière d'entraîneur en 1972, juste après avoir annoncé la fin de sa carrière professionnelle. Il est y resté une saison, puis est revenu au Legia en 1979. Brychczy a encore entraîné le club à trois reprises, en 1987, 1990 et plus récemment en 2004, coentraînant Varsovie avec Krzysztof Gawara et Jacek Zieliński. 

#### Palmarès
- Coupe de Pologne :
  - Vainqueur : 1973, 1980

## Distinctions
- Officier de l'ordre Polonia Restituta